# Championnat d'Uruguay de football 1956
Navigation
Édition précédente Édition suivante
La 54e édition du championnat d'Uruguay de football est remportée par le Club Nacional de Football. C’est le vingt-quatrième titre de champion du club, le deuxième consécutif. Le Nacional l’emporte avec trois points d’avance sur le Club Atlético Peñarol. Club Atlético Cerro complète le podium.
Un système de promotion/relégation est en place : le dernier du championnat est automatiquement remplacé par le premier du championnat Intermedia, la deuxième division uruguayenne. Institución Atlética Sud América est relégué en deuxième division et est remplacé par Centro Atlético Fénix.
Tous les clubs participant au championnat sont basés dans l’agglomération de Montevideo.
Carlos María Carranza (CA Cerro) termine avec 18 buts en 18 matchs meilleur buteur du championnat. 

## Les clubs de l'édition 1956
| \| Montevideo: · Danubio Fútbol Club · Club Atlético Cerro · Defensor · Nacional · Peñarol · Liverpool · Club Atlético Progreso · Rampla Juniors · Wanderers · Sud América · Racing Club Montevideo \| Localisation des clubs engagés dans le championnat. |
| Montevideo: · Danubio Fútbol Club · Club Atlético Cerro · Defensor · Nacional · Peñarol · Liverpool · Club Atlético Progreso · Rampla Juniors · Wanderers · Sud América · Racing Club Montevideo                                                           |

| Club                             | Stade | Capacité | Ville      |
| -------------------------------- | ----- | -------- | ---------- |
| Club Atlético Cerro              | -     | -        | Montevideo |
| Danubio Fútbol Club              | -     | -        | Montevideo |
| Defensor Sporting Club           | -     | -        | Montevideo |
| Liverpool Fútbol Club            | -     | -        | Montevideo |
| Club Nacional de Football        | -     | -        | Montevideo |
| Club Atlético Peñarol            | -     | -        | Montevideo |
| Racing Club de Montevideo        | -     | -        | Montevideo |
| Rampla Juniors Fútbol Club       | -     | -        | Montevideo |
| Institución Atlética Sud América | -     | -        | Montevideo |
| Montevideo Wanderers Fútbol Club | -     | -        | Montevideo |

## Compétition

### Classement
Le classement est établi sur le barème de points suivant : victoire à 2 points, match nul à 1, défaite à 0.
| Rang | Équipe                             | Pts | J  | G  | N | P  | Bp | Bc | Diff |
| ---- | ---------------------------------- | --- | -- | -- | - | -- | -- | -- | ---- |
| 1    | Club Nacional de Football T        | 32  | 18 | 15 | 2 | 1  | 54 | 19 | +35  |
| 2    | Club Atlético Peñarol              | 29  | 18 | 13 | 3 | 2  | 50 | 17 | +33  |
| 3    | Club Atlético Cerro                | 24  | 18 | 10 | 4 | 4  | 42 | 30 | +12  |
| 4    | Defensor Sporting Club             | 18  | 18 | 6  | 6 | 6  | 34 | 33 | +1   |
| 5    | Montevideo Wanderers               | 15  | 18 | 3  | 9 | 6  | 16 | 23 | -7   |
| 6    | Liverpool Fútbol Club              | 15  | 18 | 6  | 3 | 9  | 31 | 40 | -9   |
| 7    | Rampla Juniors Fútbol Club         | 14  | 18 | 3  | 8 | 7  | 27 | 34 | -7   |
| 8    | Danubio Fútbol Club                | 14  | 18 | 6  | 2 | 10 | 18 | 31 | -13  |
| 9    | Racing Club de Montevideo          | 13  | 18 | 5  | 3 | 10 | 25 | 45 | -20  |
| 10   | Institución Atlética Sud América P | 6   | 18 | 1  | 4 | 13 | 18 | 43 | -25  |

| Légende : Qualifications et relégations | Légende : Qualifications et relégations |
| --------------------------------------- | --------------------------------------- |
|                                         | Champion d’Uruguay                      |
|                                         | Relégué en deuxième division            |
|                                         | T : Tenant du titre P : Promus          |

## Bilan de la saison
| Championnat d'Uruguay de football 1956 |                                       |
| Champion                               | Club Nacional de Football (24e titre) |
| Promotions et relégations              |                                       |
| Promus en Primera División             | Centro Atlético Fénix                 |
| Relégués en Intermedia                 | Institución Atlética Sud América      |

## Statistiques

### Meilleur buteur
1. Carlos María Carranza (CA Cerro), 18 buts.